# Maria Molicka (architektka)
Maria Hanna Molicka z domu Hamberger (ur. 23 listopada 1931 r. w Nowej Wilejce, zm. 15 lipca 2014 r. we Wrocławiu) – polska architektka.

## Życiorys
Urodziła się 23 listopada 1931 r. w Nowej Wilejce. W 1950 r. przyjechała do Wrocławia, zdawać na wydział architektury Politechniki Wrocławskiej, ale po ogłoszeniu wyników okazało się, że jej dokumenty aplikacyjne zaginęły. W związku z tym z powodzeniem starała się o przyjęcie na studia architektoniczne na Politechnice Śląskiej w Gliwicach, odbywane pod kierunkiem Mariana Thullie, Tadeusza Todorowicza-Todorowskiego i Henryka Śmiałowskiego. W 1954 r. przenosi się do Wrocławia, kontynuować studia u Andrzeja Frydeckiego, Władysława Czarneckiego i Oskara Muchy. Kilka dni po ukończeniu studiów, podejmuje pracę we wrocławskim Miastoprojekcie i tam wraz z m.in. mężem tworzyła plany zabudowy wielu kwartałów miasta m.in. osiedli Szczepin, Popowice i Przyjaźni. Ponadto brała udział w licznych konkursach architektonicznych i architektoniczno-urbanistycznych, m.in. na Panoramę Racławicką, Hotel Wrocław przy ul. Powstańców Śląskich i pl. Dominikański we Wrocławiu, jednak nie wygrała w tych postępowaniach. Dwukrotnie otrzymała nagrodę Mister Wrocławia (1968 – trzy bloki mieszkalne przy ul. Mikołaja Reja, 1989) za budynki mieszkalne jedno i wielorodzinne, a w 1992 r. w konkursie Towarzystwa Miłośników Wrocławia na Najładniejszy Budynek Roku 1992 zdobyła pierwszą nagrodę za budynek Pekao SA (wspólnie z Ewą Zlat) i drugą nagrodę za siedzibę Instytutu Filologii Angielskiej Uniwersytetu Wrocławskiego. 
Do jej najważniejszych realizacji należą: 
- odbudowa Jeleniej Góry, Oławy i Zgorzelca (współprojektant)[1],
- odbudowa Bramy Maratońskiej i Trybuny Honorowej Stadionu Olimpijskiego we Wrocławiu[2],
- pawilony handlowe przy ul. Grabiszyńskiej we Wrocławiu (współprojektant)[1],
- odbudowa siedziby Polskiego Radia we Wrocławiu[2],
- odbudowa szpitala przy ul. Traugutta we Wrocławiu[2],
- odbudowa biblioteki przy ul.Gajowickiej we Wrocławiu[2],
- rewaloryzacja Bloku Zachodniego Rynku we Wrocławiu[1],
- Instytut Filologii Angielskiej przy ul. Kuźniczej we Wrocławiu[2],
- dom wczasowy "Orlen" w Karpaczu-Bierutowicach[1].

Od 1956 r. członkini i aktywna działaczka SARP. Do dnia ogłoszenia stanu wojennego radna dzielnicy Wrocławia Stare Miasto.
Żona architekta Witolda Molickiego.
Zmarła 15 lipca 2014 r. we Wrocławiu i została pochowana na Cmentarzu Grabiszyńskim.

## Odznaczenia
- Złoty Krzyż Zasługi[1],
- Srebrny Krzyż Zasługi[1],
- złota odznaka Zasłużony dla Województwa Wrocławskiego[1],
- brązowa odznaka SARP[1],
- srebrna odznaka SARP[1],
- Odznaka Budowniczego Wrocławia[1],
- złota odznaka Towarzystwa Miłośników Wrocławia[1],